# 小行星6501
小行星6501（英語：6501 Isonzo）是一颗围绕太阳公转的小行星。1993年12月5日，Farra d'Isonzo在法拉迪松佐发现了此天体。
这颗小行星的绝对星等为227.6143778031906等。